# Polsat Box
Polsat Box – polska marka usług cyfrowej telewizji satelitarnej, świadczonych przez spółkę akcyjną Cyfrowy Polsat. Zastąpiła markę tożsamą z nazwą spółki 30 sierpnia 2021 roku.

## Historia

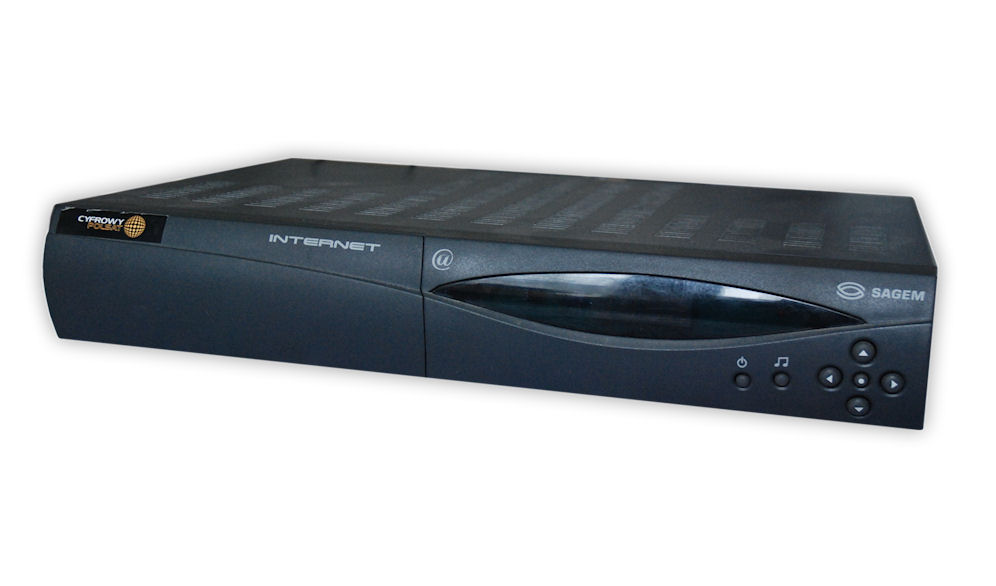
Sagem ISD 4275, który był dawniej używany jako dekoder Polsatu Cyfrowego.

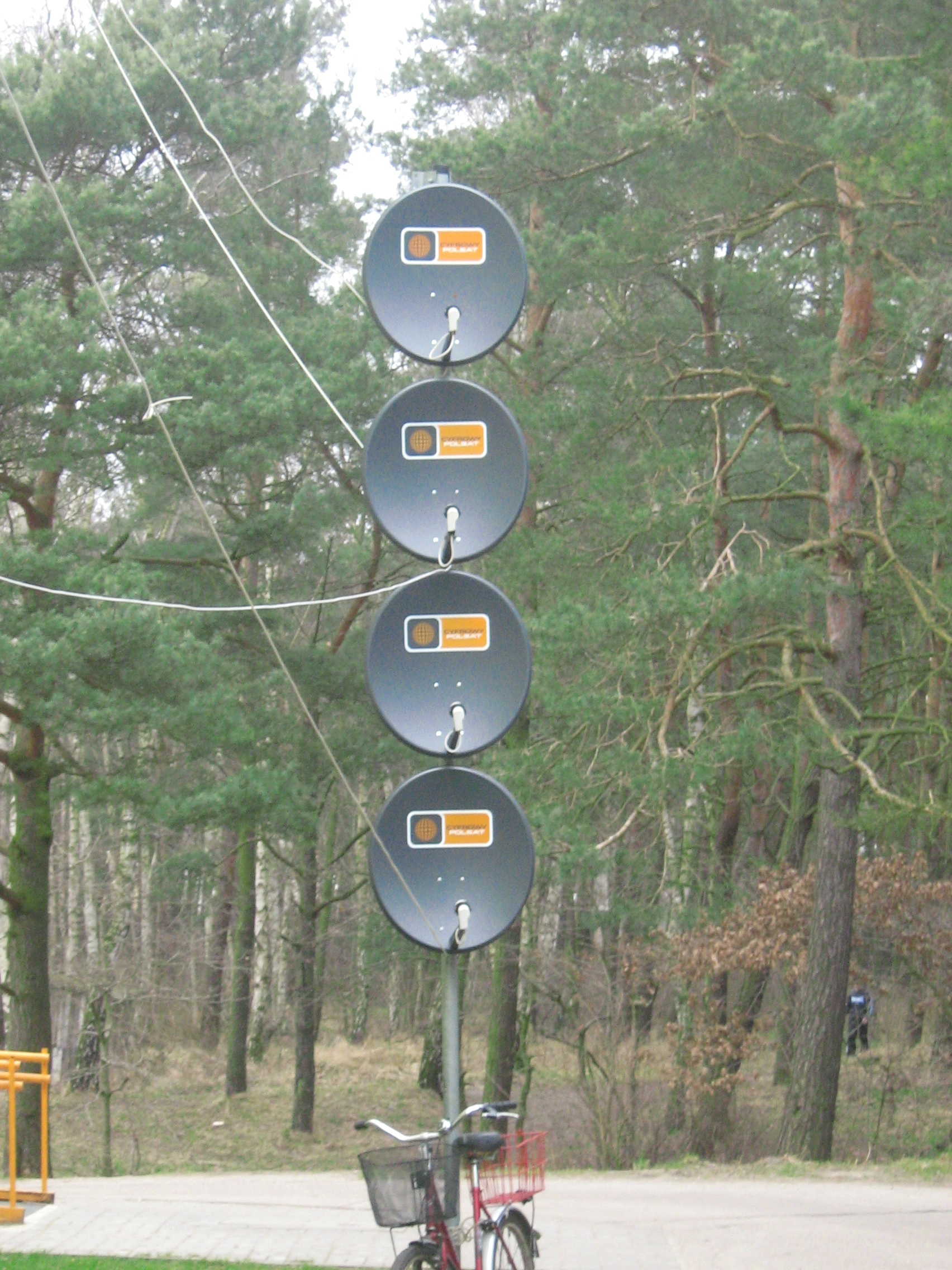
Anteny satelitarne z logo Cyfrowego Polsatu

### 1999
5 grudnia 1999 roku wystartowała trzecia platforma w Polsce – Polsat 2 Cyfrowy. Platforma początkowo posiadała w swojej ofercie 10 stacji polskojęzycznych, w skład których wchodziły: Polsat, Polsat 2, TVP1, TVP2, kanały tematyczne Polsatu oraz kilkanaście stacji obcojęzycznych. W tym okresie Polsat 2 Cyfrowy reklamował się jako jedyna platforma cyfrowa bez abonamentu.

### 2000
W roku 2000 wprowadzono do sprzedaży nowy dekoder Polsatu – Samsung DSR 7000, uruchomiono też testowo oprogramowanie Open TV.

### 2001
W lutym wprowadzono obowiązkowy abonament. W tym samym miesiącu uruchomiono kanał filmowy – Filmax (współdzielił pasmo programowe z kanałem Junior), uruchomiono w dekoderach Portal ITV, zmieniono też nazwę platformy na Polsat Cyfrowy oraz wprowadzono nowy dekoder - Thomson DSI30OP.

### 2002
2 września 2002 roku z powodu malejącej oglądalności zlikwidowano kanały tematyczne Polsatu (Ona, On, Muzyczny Relaks i Junior/Filmax). W tym samym miesiącu wprowadzono nową ofertę.

### 2003
13 czerwca Polsat Cyfrowy zmienił nazwę na Cyfrowy Polsat.

### 2004
Cyfrowy Polsat zlecił firmie Echostar produkcję dekoderów dla platformy. W tym samym roku uruchomiono Polsat Zdrowie i Uroda

### 2005
W październiku 2005 roku wprowadzono nowy system kodowania – NagraVision Aladin, na zlecenie Cyfrowego Polsatu wprowadzono nowy dekoder – Samsung DSB-S305G.

### 2006
4 października Cyfrowy Polsat zmodyfikował logotyp platformy.

### 2007
Cyfrowy Polsat wprowadził odświeżoną stronę internetową.

### 2008
W połowie 2008 roku platforma jako trzecia w Polsce (po n i Cyfrze+) rozpoczęła sprzedaż dekoderów z twardym dyskiem i funkcją freeze („stopklatka”), umożliwiającą zatrzymanie oglądanego programu w dowolnym momencie i odtworzeniu go w późniejszym terminie. W tym samym roku uruchomiono nowe kanały: Polsat News, Polsat Cafe i Polsat Play.

### 2009
30 listopada 2009 uruchomione zostały dwie nowe usługi: bezprzewodowy internet i VOD Domowa Wypożyczalnia Filmowa, która umożliwia abonentom płatny dostęp do popularnych filmów, udostępnianych na określonych pozycjach dekodera (pozycje od 201 do 213).

### 2010
W 2010 roku spółka uruchamia usługę szerokopasmowego dostępu do internetu w technologii HSPA+ i wprowadza na rynek pierwszy dekoder HD własnej produkcji. W fabryce Cyfrowego Polsatu wyprodukowanych zostało do tego czasu milion dekoderów. W tym samym roku wszystkie starsze dekodery Cyfrowego Polsatu zostały zablokowane.

### 2011
W 2011 roku Cyfrowy Polsat rozpoczyna sprzedaż usług LTE, a oferta platformy zostaje rozszerzona o usługi Multiroom HD i catch-up TV.

### 2012
W 2012 roku Cyfrowy Polsat kupuje 100% udziałów w spółce Redefine, twórcy serwisu wideo online IPLA oraz serwisu muzycznego muzo. W tym roku zostaje uruchomiona nowa usługa – „TV MOBILNA” – działająca w technologii naziemnej telewizji cyfrowej (DVB-T). Internet LTE przyspiesza do 150 Mb/s, a jego dostępność rośnie – na początku 2013 roku w zasięgu usługi jest co drugi mieszkaniec Polski. Do oferty wprowadzono dekoder HD 6000. Także z końcem 2012 roku do oferty Cyfrowego Polsatu dołączyły nowe stacje: Polsat Food, Hustler HD, Redlight HD, Viasat Explorer, Viasat History, Viasat Nature, CBeebies, BBC Entertainment, BBC Knowledge, BBC Lifestyle, MTV Rocks, Da Vinci Learning, Polsat Film HD, Sundance Channel, Sundance Channel HD, Universal Channel, SciFi Universal, E! Entertainment, Filmbox Action i CBS Action (ponieważ Zone Romantica była obecna w Cyfrowym Polsacie przez kilka miesięcy).

### 2013
Wraz z początkiem roku do oferty platformy wprowadzono kanał KBS World. Kanał CNN International został udostępniony wszystkim abonentom Cyfrowego Polsatu. Do oferty platformy wprowadzono dekoder PVR HD 7000. Pod koniec roku do oferty wprowadzono kanał Kino Polska Muzyka. 6 września dołączył kanał TVP3 Warszawa.

### 2014
Wprowadzono do sprzedaży zestaw do Internetu LTE. Do oferty platformy wprowadzono nowy kanał - Filmbox Arthouse.

### 2019
Pod koniec roku do oferty Cyfrowego Polsatu dołączył kanał WP, a zakończył nadawanie CBS Action.

### 2020
8 września 2020 Cyfrowy Polsat zmienił pakietyzację w ofercie telewizji satelitarnej i IPTV.

### 2021
15 kwietnia 2021 roku do oferty Cyfrowego Polsatu dołączył Puls 2. 30 sierpnia 2021 roku Cyfrowy Polsat zmienił logotyp i wprowadził nazwę Polsat Box. 1 września wprowadzono pierwszy dekoder w jakości 4K. 10 grudnia 2021 roku do oferty Polsat Box dołączono 7 stacji grupy Canal+ (Ale Kino+, Planète+, MiniMini+, teleTOON+, Novelas+, Canal+ Kuchnia i Canal+ Domo HD), a także TeenNick. Dzień wcześniej w pozycjach 200–999 wprowadzono zmiany w układzie kanałów.

### 2023
1 grudnia 2023 roku do oferty Polsat Box dołączono kanał Motowizja.

### 2024
10 stycznia 2024 roku do oferty dołączyła się Polsat News Polityka, zaś pod koniec roku do oferty dołączą się TVP Dokument, TVP Kobieta, TVP Nauka, Alfa TVP, Viasat True Crime, Active Family, Kabaret TV i StudioMed TV.

### Plany na przyszłość
W przyszłości do oferty Polsat Box mają dołączyć się AXN White HD, AXN Black HD i Eleven Sports 4.

## Konkurencja
Konkurencję dla platformy stanowią: Canal+ i Orange TV. Serwisy VOD platformy konkurują także z Playerem należącym do TVN i TVP VOD.

## Kanały własne
Kanał planszowy "Strefa Abonenta” (dawniej "Dla Abonentów) uruchomiono pod koniec czerwca 2006 roku. Udostępniany jest wszystkim abonentom platformy. Transmitowany jest w wersji kodowanej w Nagravision 3 i Irdeto 2 z satelity Hot Bird na częstotliwości 12.188 V.
Kanał promocyjny emituje plansze z najnowszą ofertą platformy z podkładem muzycznym, oraz spoty nadchodzących wydarzeń pomiędzy nimi. Początkowo emitował spoty stacji, które ostatnio dołączyły do oferty, oraz prezentował najnowsze pakiety kanałów.